# Литтелтон, Джон, 9-й виконт Кобэм
Джон Кавендиш Литтелтон, 9-й виконт Кобэм (англ. John Cavendish Lyttelton, 9th Viscount Cobham; 23 октября 1881 — 31 июля 1949) — британский пэр, военный и политический деятель из семьи Литтелтон. В политике придерживался в основном консервативных взглядов.

## Биография
Родился 23 октября 1881 года. Старший сын Чарльза Литтелтона, 8-го виконта Кобэма (1842—1922), и достопочтенной Мэри Сьюзан Кэролайн Кавендиш (1853—1937), дочери Уильяма Кавендиша, 2-го барона Чешема. Он получил образование в Итонском колледже (1894—1900).
Как и его отец и его дядя Альфред, Джон Литтелтон был успешным игроком в крикет. Он представлял крикетный клуб графства Вустершир в трех первоклассных матчах в 1924—1925 годах. Он был президентом крикетного клуба Мэрилебон в 1935 году, снова подражая своему отцу и дяде.
Литтелтон был назначен вторым лейтенантом в стрелковую бригаду в декабре 1901 года и служил с полком во время Второй англо-бурской войны в Южной Африке. Он вернулся домой после окончания войны, покинув Кейптаун в начале августа 1902 года. После пары месяцев отпуска, во время которого состоялись официальные празднования его совершеннолетия, он снова присоединился к полку в Южной Африке в конце 1902 года , но вскоре вернулся домой в начале 1903 года. С 1905 по 1908 год он снова был в Южной Африке в качестве адъютанта верховного комиссара.
Джон Литтелтон заседал в Палате общин Великобритании от Дройтвича (1910—1916). Во время Первой мировой войны он воевал в Галлиполи и в Египте, на Синае и в Палестине (1915—1917), получив звание подполковника.
9 июня 1922 года после смерти своего отца Джон Литтелтон унаследовал титулы 9-го виконта Кобэма (Пэрство Великобритании), 6-го барона Литтелтона в графстве Вустершир (Пэрство Великобритании), 6-го барона Уэсткота из Баллимора в графстве Лонгфорд (Пэрство Ирландии) и 12-го баронета Литтелтона, став членом Палаты лордов.
В 1939 году он был назначен заместителем военного министра в правительстве Невилла Чемберлена, и занимал эту должность до мая 1940 года. Помимо своей политической и военной карьеры, он также был лордом-лейтенантом Вустершира с 1923 по 1949 год.
Олдермен и мировой судья графства Вустершир.
Кавалер Ордена Бани в 1937 году, рыцарь-командор Ордена Бани в 1942 году.

## Брак и дети

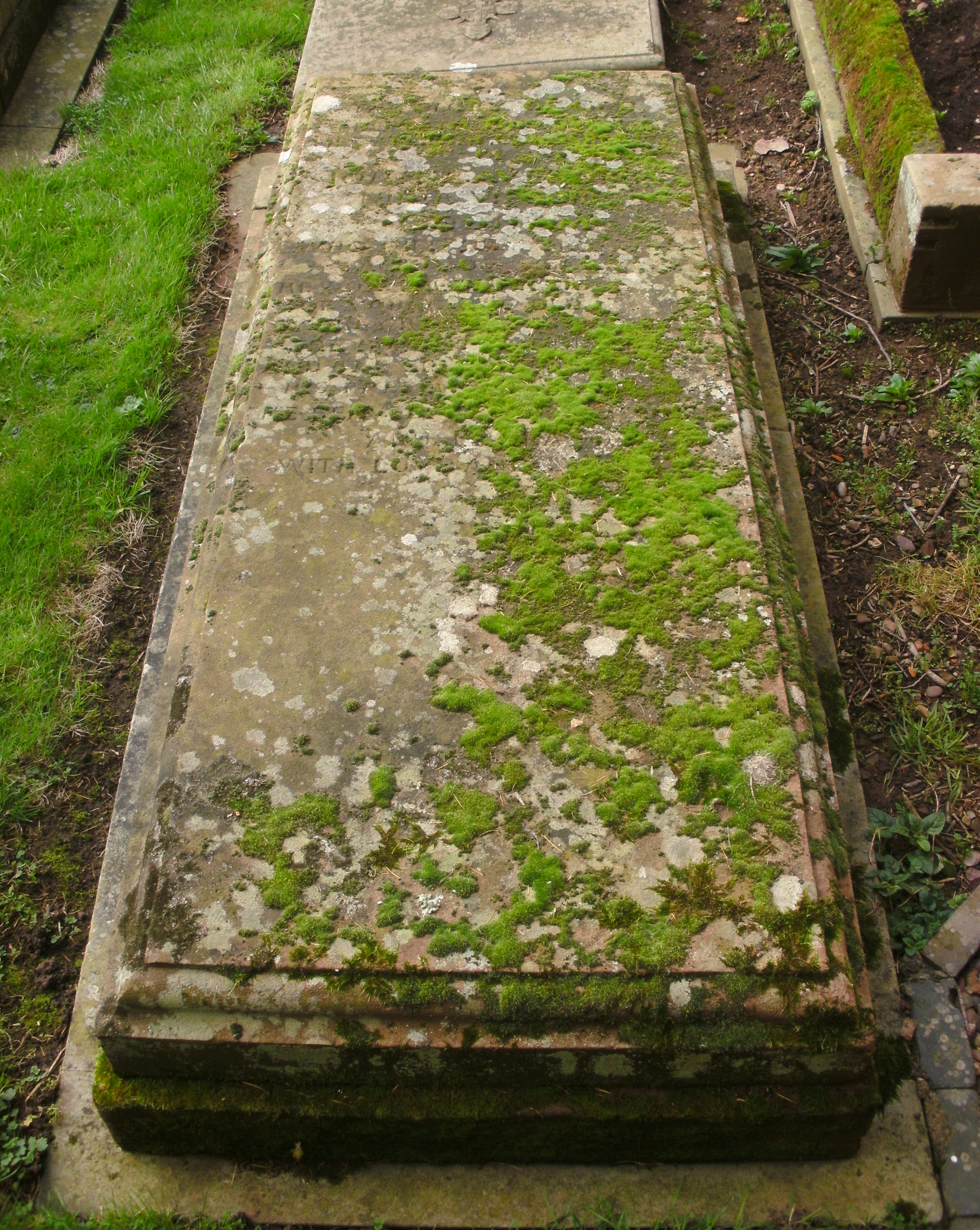
Церковь Святого Иоанна Крестителя, Хагли, могила Джона Литтелтона, 9-го виконта Кобэма (1881—1949)

30 июня 1908 года в церкви Св. Петра, Итон-сквер, Белгравия, Лондон, Джон Кавендиш Литтелтон женился на Вайолет Иоланде Леонард (? — 28 февраля 1966), дочери Чарльза Леонарда. У супругов было пятеро детей:
- Чарльз Джон Литтелтон, 10-й виконт Кобэм (8 августа 1909 — 20 марта 1977)[1]
- Достопочтенная Мериэл Кэтрин Литтелтон (1 мая 1911 — 11 ноября 1930)[1], незамужняя
- Достопочтенная Виола Мод Литтелтон (10 июня 1912 — 3 мая 1987)[1], в 1946 году она вышла замуж за Роберта Гровенора, 5-го герцога Вестминстерского
- Достопочтенная Одри Лавиния Литтелтон (3 августа 1918 — 3 марта 2007)[1], в 1950 году она вышла замуж за Дэвида Эдзелла Томаса Линдси, от брака с которым у неё было трое детей
- Достопочтенная Лавиния Мэри Иоланда Литтелтон (21 августа 1921 — 4 июля 2007)[1], в 1945 году она вышла замуж первым браком за капитана Сесила Фрэнсиса Берни Ролта. В 1949 году она вторично вышла замуж за майора Джона Эдварда Денниса, от брака с которым у неё был один сын.

Лорд Кобэм скончался в июле 1949 года в возрасте 67 лет, и его титулы унаследовал его единственный сын Чарльз, который позже служил генерал-губернатором Новой Зеландии. Лорд Кобэм похоронен на семейном участке Литтлтонов в церкви Святого Иоанна Крестителя в Хагли.